# Ивон Шуринг
Ивон Шуринг (Волфен, Немачка, 4. јануар 1978) је аустријска спринт кајакашица, која се такмичи од средине 2000-их у кајаку једноседу (К-1) и двоседу (К-2). 
До 2008 веслала је у свим дисциплинама кајака једноседа, пласирала се у А финала, али никад није освојила ниједну медаљу на великим такмичењима.
Од 2008. Ивон Шуринг је веслала у пару са Викторијом Шварц у дисциплинама кајака двоседа К-2 200 м и К-2 500 метара. Постале су светске првакиње 2011. у Сегедину. Учествовале су на више светских првенстава, а успех су још постигле 2010. у Познању када су биле треће.
На Летњим олимпијским играма учествовале су два пута 2008. у Пекингу (девете) и 2012. у Лондону (пете).